# Kroos (Film)
Kroos ist ein Kino-Dokumentarfilm des deutschen Regisseurs Manfred Oldenburg und des Produzenten Leopold Hoesch aus dem Jahr 2019. Der Film ist eine Produktion von Broadview Pictures, gefördert mit Mitteln der Film- und Medienstiftung NRW, des FilmFernsehFonds Bayern sowie des Deutschen Filmförderfonds. Die Fernsehpremiere war am 31. August 2020 auf Arte, am 6. September 2020 wurde der Film im ZDF gezeigt.

## Inhalt
Der Film erzählt die Geschichte des Nationalspielers Toni Kroos vom Greifswalder SC bis zu Real Madrid. Dabei werden die verschiedenen Stationen seiner Karriere vorgestellt und sein sportlicher Werdegang nachgezeichnet. Zusätzlich zur sportlichen Analyse gewährt der Film Einblicke in das Privatleben von Toni Kroos. Der dreifache Vater gründete im Jahr 2015 die Toni Kroos Stiftung, die im Film ebenfalls vorgestellt wird.
Neben Familienmitgliedern von Toni Kroos – u. a. Ehefrau Jessica, Bruder Felix sowie seinen Eltern Birgit und Roland Kroos – kommen im Film vor allem sportliche Weggefährten zu Wort. Darunter die Trainer Pep Guardiola, Jupp Heynckes und Zinédine Zidane, der Präsident des FC Bayern München, Uli Hoeneß, der Präsident von Real Madrid, Florentino Pérez, sowie die Fußballprofis Gareth Bale, Luka Modrić und Sergio Ramos und sogar Sänger, Entertainer und Fußball-Fan Robbie Williams. Darüber hinaus kommentieren Fußball-Experten und Journalisten wie Marcel Reif und Wolfram Eilenberger die Entwicklung und die Besonderheiten von Toni Kroos und seinem Spielstil.

## Filmkritik
Manfred Riepe lobt den Regisseur in der Zeitschrift epd Film, denn Oldenburg sage in diesem kurzweiligen Film etwas mehr als dass der Ball rund sei und das Spiel 90 Minuten dauere: „Dieser Film vermittelt sich selbst demjenigen, dem Fußball normalerweise so ziemlich egal ist.“
Auf Spiegel Online kritisiert Peter Ahrens, über die Hauptperson erfahre man eher wenig, auch wenn Kroos ständig im Bild sei. „Was er über die Welt denkt, über das Geschäft Fußball, über die Dinge des Lebens, das erschließt sich auch nach anderthalb Stunden auf der Kinoleinwand nicht (…) Je tiefer der Film eintaucht, desto unwichtiger erscheint die Person Toni Kroos.“